# Downtown Detroit
El Downtown de Detroit es el distrito financiero central y una zona residencial de la ciudad de Detroit (Míchigan), en el Nordeste de Estados Unidos. Tradicionalmente es el área de 1,4 millas cuadradas bordeada por la M-10 (Lodge Freeway) al occidente, la Interestatal 75 (I-75, Fisher Freeway) al norte, la I-375 (Chrysler Freeway) al oriente, y el río Detroit al sur. Por extensión el Downtown también puede referirse al área del Gran Centro, una región de 7,2 millas cuadradas que incluye vecindarios circundantes como Midtown, Corktown, Rivertown y Woodbridge.
La vía principal de la ciudad, la M-1 (Woodward Avenue), lo conecta con Midtown, New Center y North End.
Alberga una gran cantidad de arquitectura histórica, que incluye rascacielos prominentes como el Renaissance Center, el Penobscot Building, el One Detroit Center y el Guardian. Iglesias históricas, teatros y edificios comerciales anclan los distintos distritos del centro. Tiene varios parques, incluidos los que están conectados por un paseo a lo largo de International Riverfront. Su plaza central es el Grand Circus Park.

## Historia
Tras el incendio de Detroit de 1805, el diseño del centro quedó abierto a una nueva visión. Augustus B. Woodward propuso un diseño radial en el que calles principales como Woodward, Washington y Madison Avenue saldrían en espiral de Grand Circus Park.

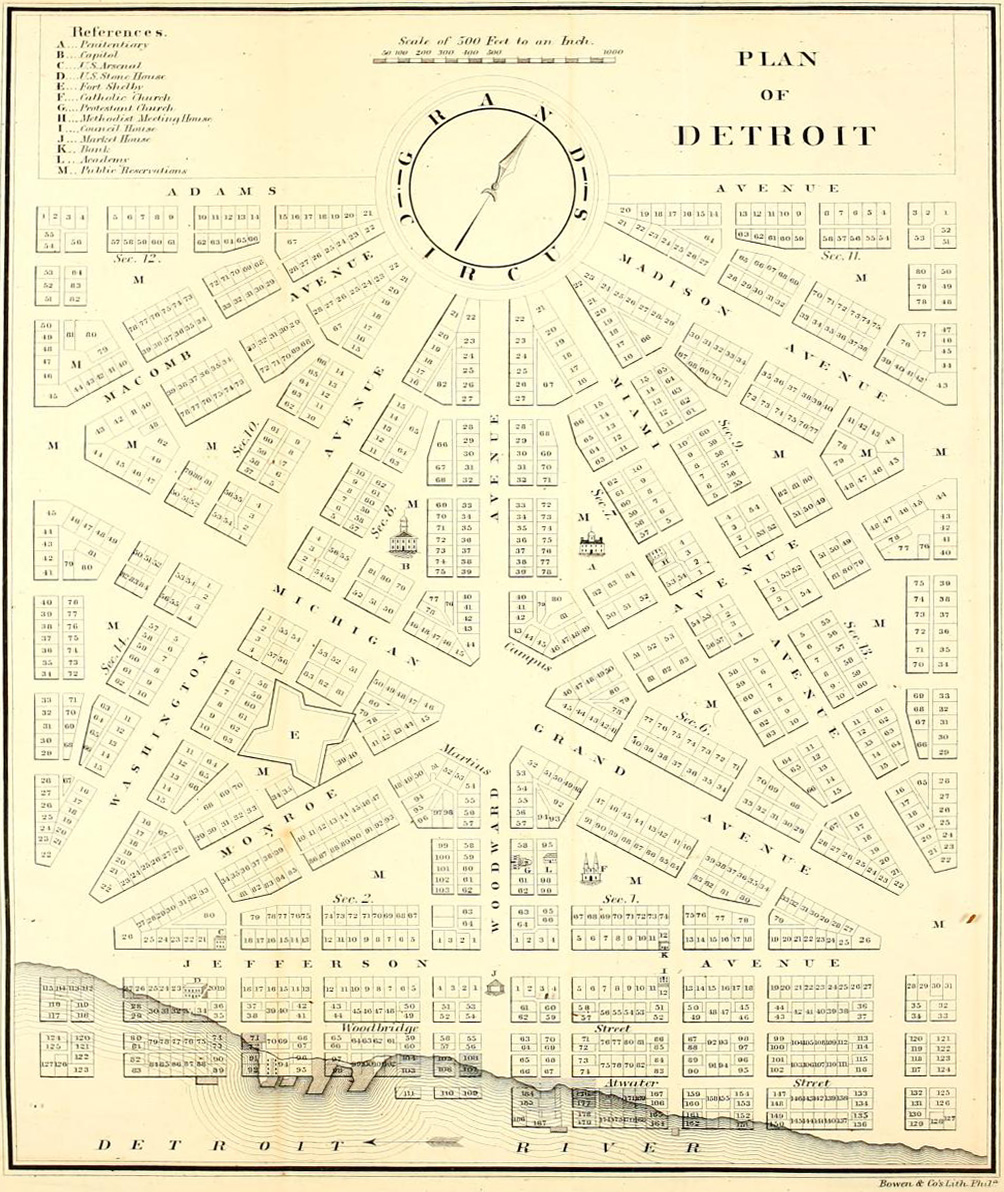
Plan de diseño radial de Augustus Woodward.

Algunas calles del centro siguen vagamente el diseño de Woodward. Los negocios en Detroit crecieron junto con su industria automotriz, lo que llevó a un aumento en la población y su riqueza. Gran parte de la arquitectura del centro se construyó durante este auge, a finales del siglo XIX y principios del XX. Varios edificios fueron construidos por Minoru Yamasaki (más conocido por el diseño de las Torres Gemelas de Nueva York), incluido el McGregor Memorial Conference Center y el Federal Reserve Bank of Chicago Detroit Branch Building.
El área donde se encuentra la I-375 se encuentra en el sitio histórico de Black Bottom y Paradise Valley. Black Bottom fue una de las principales comunidades afroamericanas de la ciudad, históricamente nombrada por los colonos franceses por su rico suelo. Paradise Valley era el distrito de negocios y entretenimiento de Black Bottom, conocido por su Paradise Theatre y el Hotel Gotham, donde destacadas figuras del jazz como Duke Ellington, Billie Holiday y Louis Armstrong actuaron y se quedaron respectivamente. Ambos vecindarios fueron demolidos para construir la I-375 y desde entonces han sido reemplazados por Lafayette Park.

## Reurbanización
El Downtown fue una vez conocido por su abandono, edificios vacíos y desinversión, especialmente cuando la ciudad se declaró en bancarrota en 2013. Los efectos pueden ver hoy a medida que se viaja fuera del centro de la ciudad.

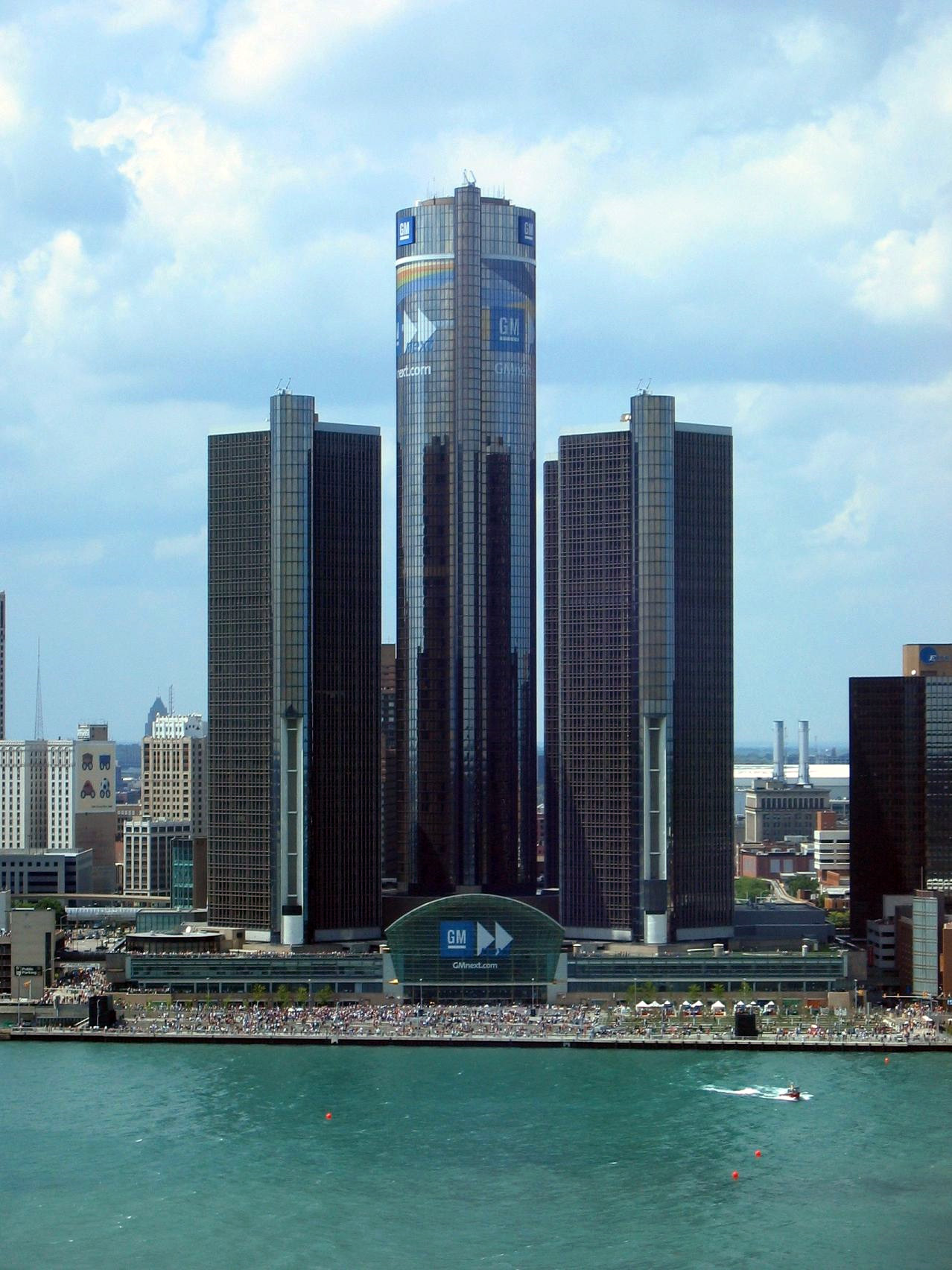
El Renaissance Center a lo largo del International Riverfront.

Sin embargo, en los últimos años, ha experimentado un enorme crecimiento y remodelación.
Desde 2000, se han completado varios proyectos de construcción importantes, incluida la nueva sede de Compuware en Campus Martius Park y dos nuevos estadios: Comerica Park y Ford Field. General Motors trasladó su sede al Renaissance Center y los Detroit Lions se trasladaron de Pontiac al Downtown . Eventos de alto perfil como el Juego de Estrellas de la MLB de 2005, el Super Bowl XL y la Serie Mundial de 2006 y 2012 han tenido lugar en el Downtown, generando ingresos para las empresas locales y estimulando un mayor crecimiento. Como resultado, nuevos residentes se están mudando a Detroit en la variedad de nuevos lofts que se están abriendo. 
Un ejemplo de estas tendencias es el Book-Cadillac Hotel. En 2006, Ferchill Group, con sede en Cleveland, comenzó la remodelación de ese hotel histórico en la esquina de Washington Blvd y Michigan Avenue. El proyecto, que ha sido aclamado por los conservacionistas, alberga un hotel Westin de 455 habitaciones, 67 condominios de alto nivel y dos o tres restaurantes, y algunas tiendas minoristas diversas que sirven a los huéspedes del hotel y del centro de conferencias. La sede de DTE Energy cuenta con un oasis urbano de parques, pasillos y una piscina reflectante.
En 2007, fue nombrado entre los mejores vecindarios de las grandes ciudades para jubilarse por los editores de la revista CNN Money. El centro contiene destinos populares como el International Riverfront, el MGM Grand Detroit, el Greektown Casino Hotel y muchos sitios que figuran en el Registro Nacional de Lugares Históricos.
Alberga a más de 92.000 trabajadores que representan aproximadamente una quinta parte de la base laboral total de la ciudad; además, alberga a unos 5.300 habitantes. El centro ofrece una serie de rascacielos residenciales, que incluyen Riverfront Towers, The Albert y Town Residences.
El Renaissance Center contiene el hotel Detroit Marriott, la sede de General Motors, así como muchas tiendas y restaurantes. Compuware tiene su sede en el One Campus Martius junto al parque Campus Martius. Compuware trasladó su sede y 4.000 empleados en 2003. Little Caesars y Olympia Entertainment tienen su sede en el Fox Theatre. Ernst & Young tiene oficinas en One Kennedy Square en Campus Martius. Pricewaterhouse Coopers tiene oficinas en un edificio frente a Ford Field. Chrysler mantiene oficinas ejecutivas en Chrysler House en el distrito financiero de la ciudad. En 2011, Quicken Loans trasladó su sede y 4.000 empleados al centro. Comerica Bank y Blue Cross Blue Shield of Michigan también son importantes empleadores en el Downtown.
A lo largo de finales de la década de 2010, una gran cantidad de negocios e inversiones continuaron ingresando a la ciudad y transformándola. A partir de 2019, empresas como Shinola, Google, Moosejaw y Nike ocupan los frentes de las calles que alguna vez estuvieron vacías. Las inversiones como los nuevos carriles para bicicletas, el Little Caesars Arena y QLine han tenido éxito en atraer a los recién llegados a la ciudad. La transformación del Downtown en los últimos años también ha perpetuado la discusión sobre la gentrificación dentro de la ciudad. Es notablemente más rico que otras partes de la ciudad, y ha atraído a un nuevo grupo demográfico de turistas y residentes blancos de clase media, desplazando física y culturalmente a los residentes negros. La creciente falta de viviendas y lugares asequibles para los lugareños ha contribuido aún más a este desplazamiento.

## Distritos

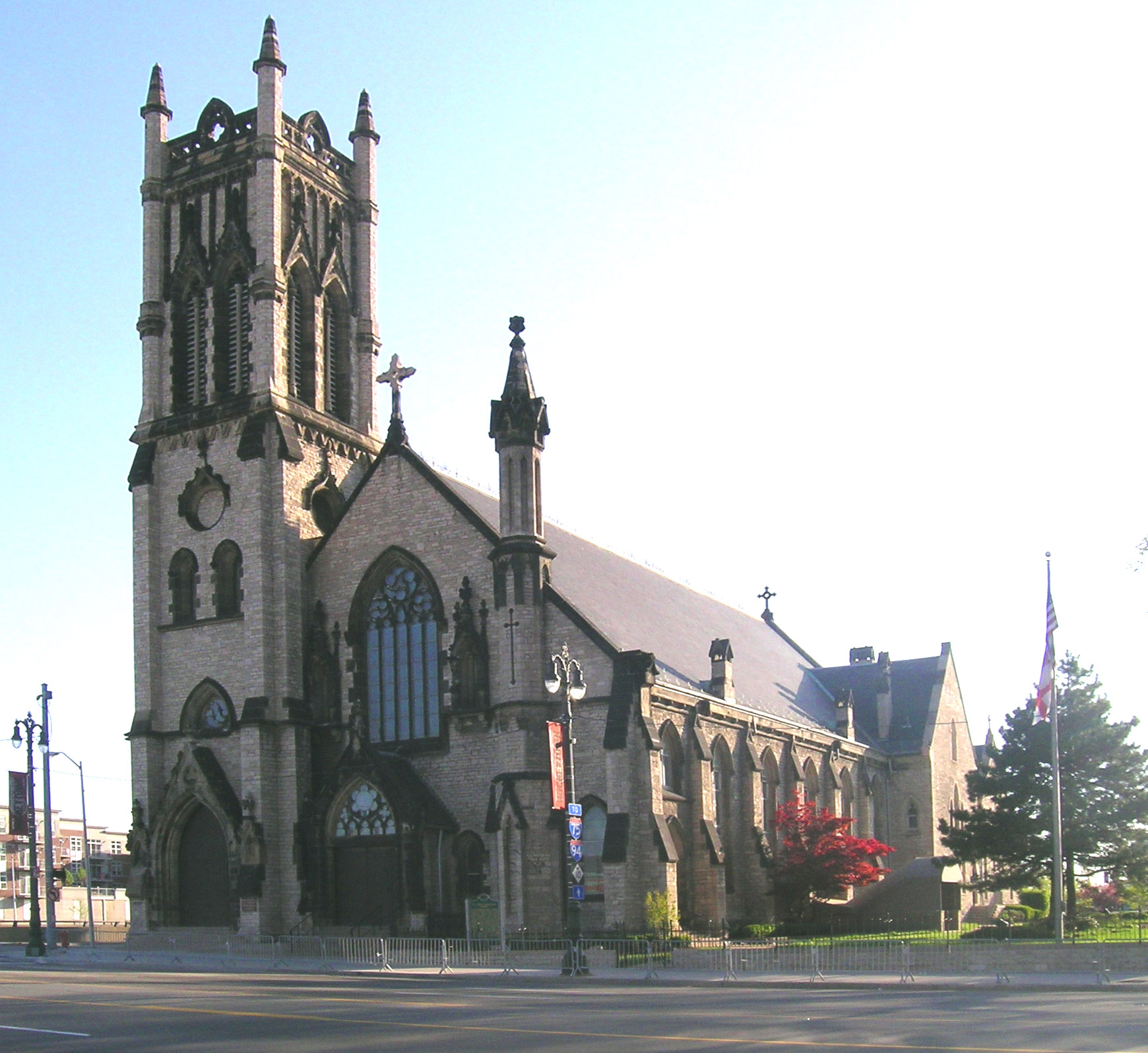
Iglesia Episcopal de San Juan en Woodward Avenue, cerca de Grand Circus.

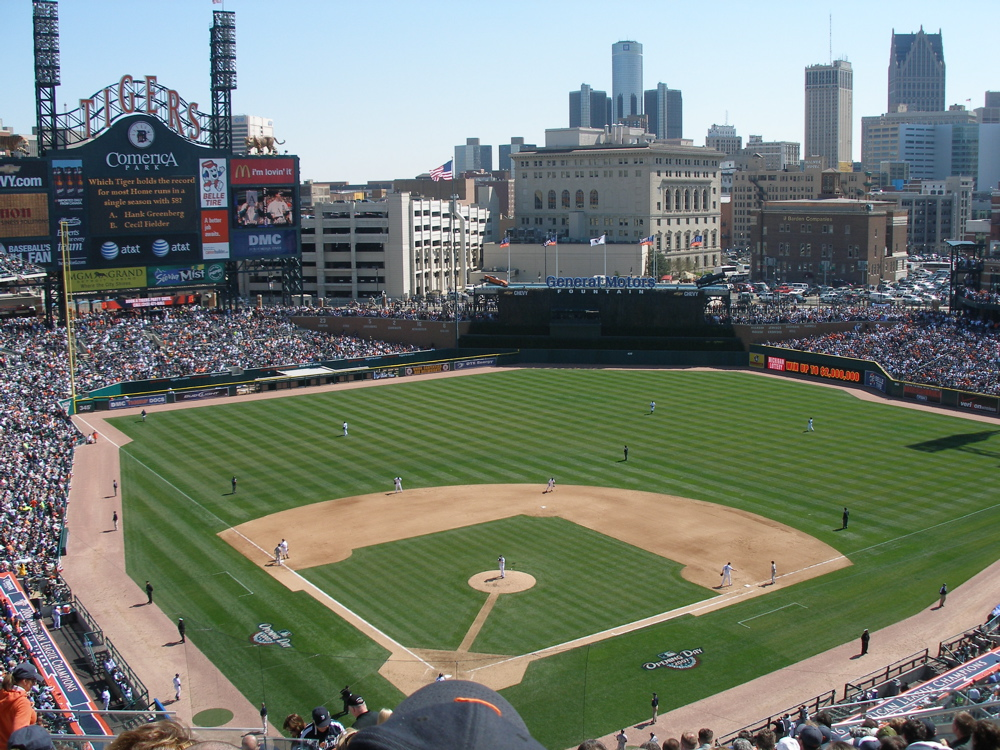
Comerica Park.

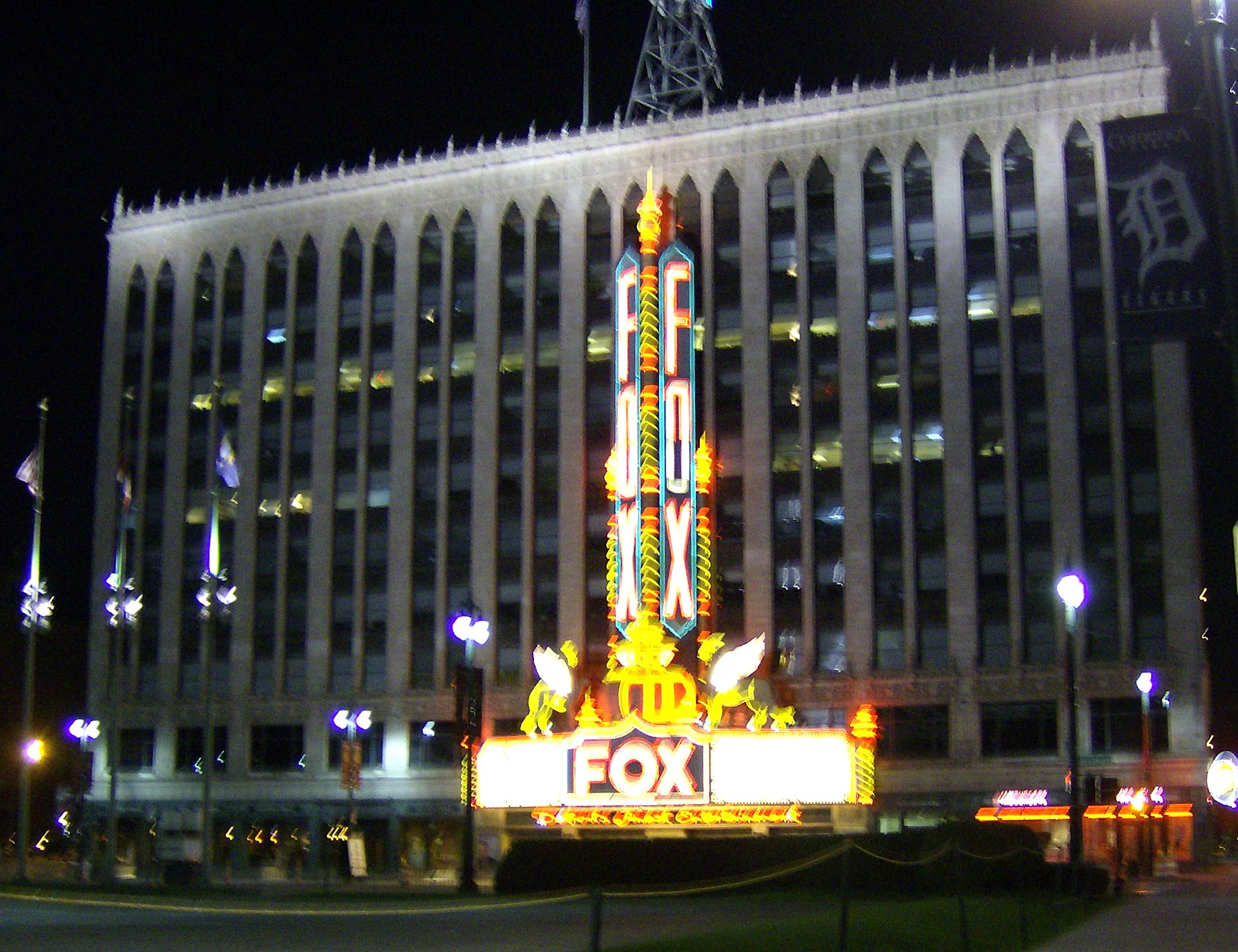
El Fox Theatre.

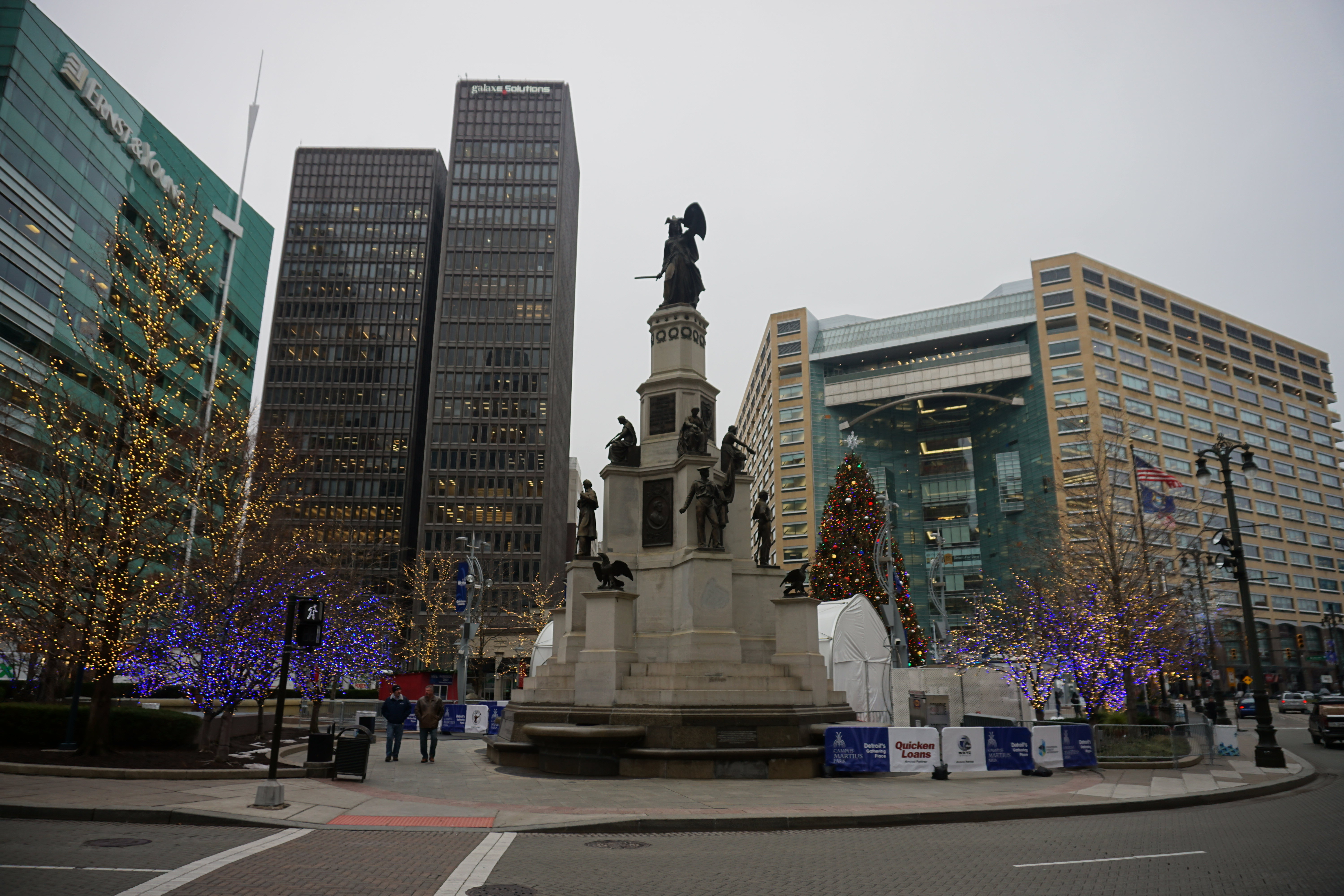
Campus Martius.

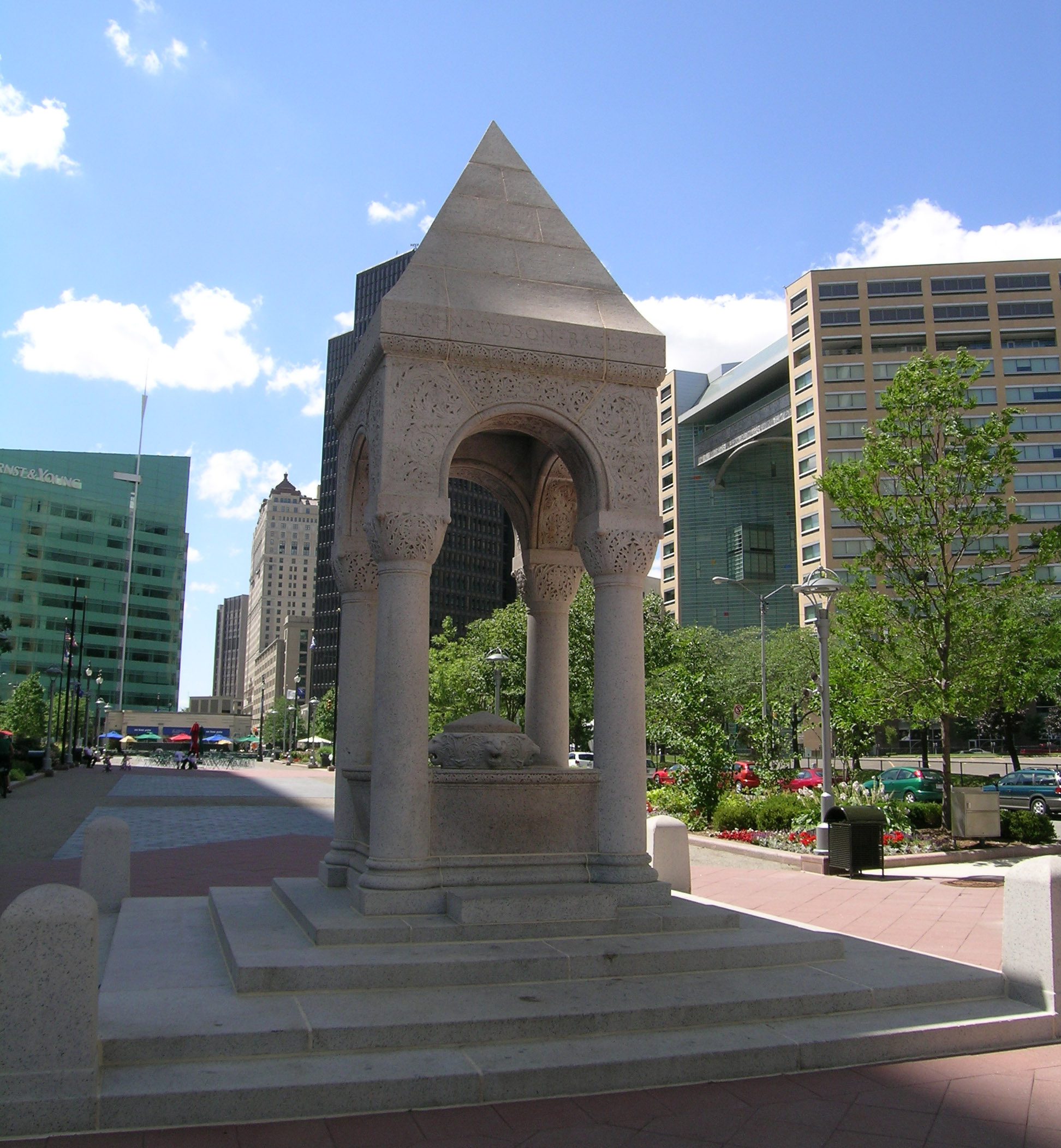
Cadillac Square.

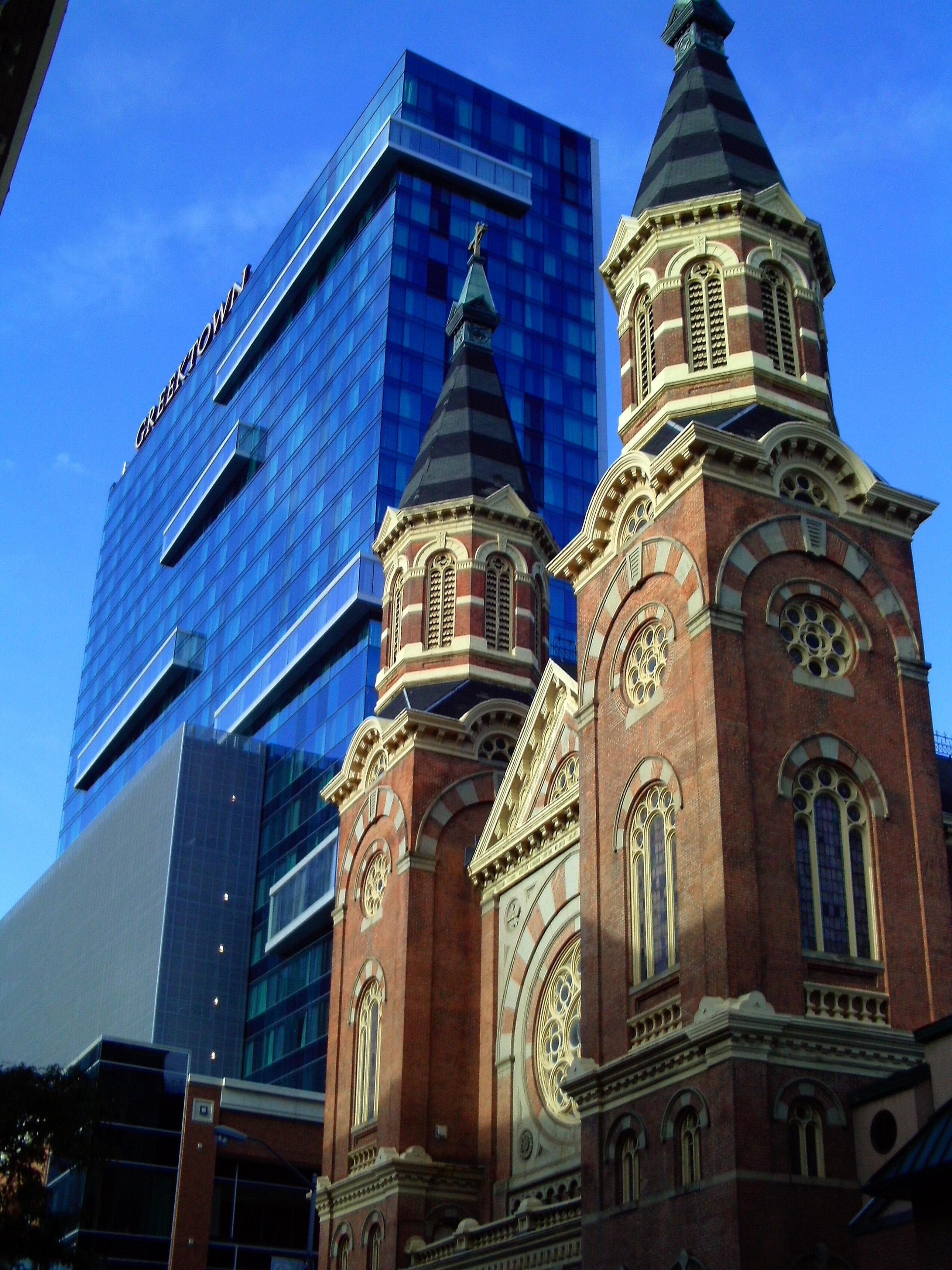
Iglesia de Santa María de Santa María con el Greektown Casino en el Distrito Histórico de Greektown.

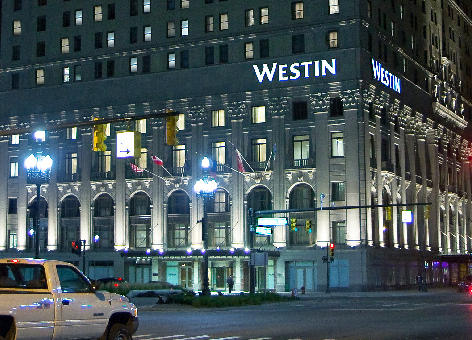
El Book Cadillac Hotel en el Distrito Histórico del Boulevard Washington.

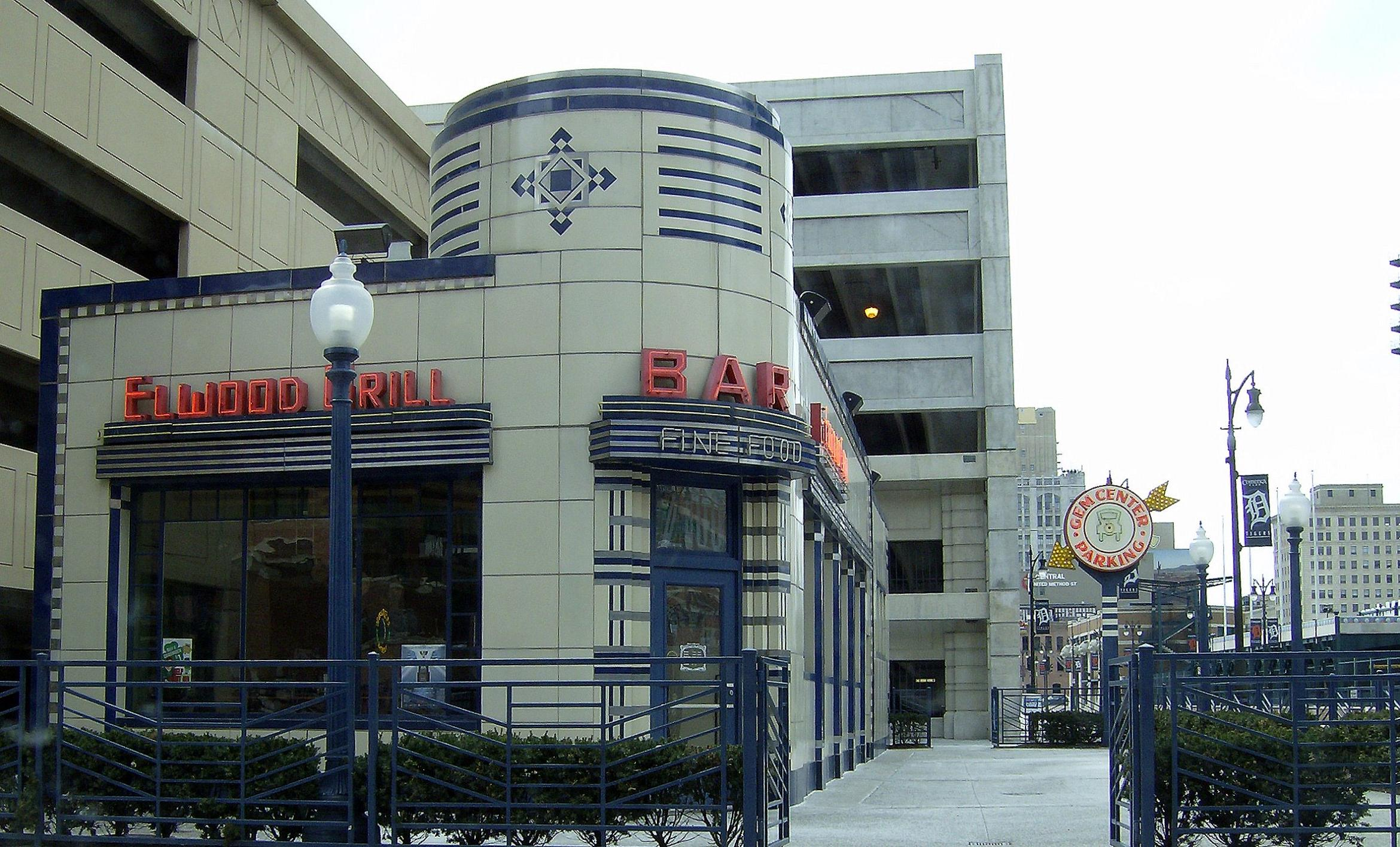
El Elwood Bar está incluido en el Registro Nacional de Lugares Históricos y se encuentra dentro del Distrito Histórico de Grand Circus Park.

| Nombre                                                             | Imagen | Ubicación | Resumen |
| ------------------------------------------------------------------ | ------ | --- | --- |
| Distrito Histórico de Bricktown                                    |        | Separa el Renaissance Center de Greektown. | Bricktown separa el Renaissance Center de Greektown. Alberga la Iglesia de San Pedro y San Pablo, la más antigua de Detroit, y el edificio del condado de Wayne de estilo neorrenacentista italiano (que se salvó de la demolición a principios de la década de 1980). El Palacio de Justicia del Condado de Wayne, una vez ubicado en el Edificio del Condado de Wayne, fue el lugar donde Mae West fue una vez acusada de un cargo de indecencia pública. Bricktown se destaca por sus locales de música en vivo. Jacoby's German Biergarten (1904), el pub más antiguo que se conserva de la ciudad, ofrece un pequeño espacio para actuaciones para artistas emergentes. Saint Andrew's Hall es un lugar para actos de gira a nivel nacional, al igual que el Shelter en el sótano de St. Andrew's. |
| Distrito Histórico de Broadway Avenue                              |        | Broadway entre las avenidas Gratiot y Grand River 42°20′6″N 83°2′46″O / 42.33500, -83.04611                                                           | Está ubicado a lo largo de una sola cuadra de Broadway Avenue y contiene once edificios comerciales construidos entre 1896 y 1926. El área se desarrolló a fines del siglo XIX como un área comercial para el comercio de mujeres, e incluía empresas como peluquerías, floristerías, fabricantes de corsés y ropa de moda. Tres edificios del distrito, el Cary Building, el Harmonie Centre y el Merchants Building, se enumeran individualmente en el Registro Nacional de Lugares Históricos. |
| Campus Martius Park                                                |        | 42°19′53″N 83°2′48″O / 42.33139, -83.04667 Woodward Avenue                                                                                            | Es un Distrito Histórico y un lugar de reunión central que contiene parques, la Fuente Woodward, el Monumento a los soldados y marinos de Míchigan y una gran rotonda rodeada de rascacielos comerciales y residenciales, incluido el 1001 Woodward Avenue. Desde la restauración y expansión de las rotondas, ha surgido como un lugar de reunión central en el centro con un escenario principal. |
| Distrito Histórico de Capitol Park                                 |        | Aproximadamente delimitado por Grand River Avenue, Woodward Avenue, Michigan Avenue y Washington Boulevard 42°19′58″N 83°2′58″O / 42.33278, -83.04944 | Capitol Park en sí es un terreno triangular (ahora un parque público) delimitado por Shelby Street, Griswold Street y State Street. Entre 1823 y 1828 se construyó allí un palacio de justicia en Capitol Park. Cuando Míchigan se convirtió en estado en 1837, el edificio sirvió como capitolio estatal. El Distrito Histórico incluye el parque y diecisiete edificios situados una cuadra a la redonda, incluido el Farwell, el Griswold, el David Stott y el Industrial. |
| Distrito Financiero                                                |        | Acotado por Woodward y Jefferson y Lafayette y Bulevar de Washington(42°19′46.36″N 83°2′50.43″O / 42.3295444, -83.0473417)                            | Data de la década de 1850 y contiene prominentes rascacielos ornamentados, como el Guardian, el Penobscot y el One Woodward Avenue. Estos reflejan dos oleadas de remodelación a gran escala: la primera entre 1900 y 1930, y la segunda en la década de 1950 y principios de la de 1960. |
| Distrito Histórico de Grand Circus Park                            |        | Delimitado por las calles Clifford, John R. y Adams; y por 25 W. Elizabeth 42°20′10″N 83°3′2″O / 42.33611, -83.05056                                  | Contiene el Grand Circus Park de 20.000 m², dividido en dos por Woodward Avenue. Los edificios notables que rodean el parque incluyen la David Broderick Tower y el David Whitney Building en el sur, el Kales, el Parque Comerica, el Fox Theatre y la Ópera de Detroit se puede acceder desde Grand Circus Park. La Iglesia Episcopal de San Juan y la Iglesia Metodista Unida Central se encuentran entre las muchas iglesias y catedrales de la avenida Woodward. |
| Distrito Histórico de Greektown                                    |        | Monroe Avenue, entre las calles Brush y Street Antoine 42°20′6″N 83°2′32″O / 42.33500, -83.04222                                                      | Es un distrito principalmente comercial que se extiende por dos cuadras. Incluye la Iglesia de Santa María, la Segunda Iglesia Bautista (que figuran por separado en el Registro Nacional de Lugares Históricos) y el Hotel Hotel y Casino Greektown. Contiene varios restaurantes y tiendas de temática griega. |
| East Jefferson Avenue                                              |        | | Corre hacia el este desde Woodward Avenue a lo largo de International Riverfront, que contiene el Renaissance Center, una terminal de cruceros y un muelle, rascacielos residenciales y una serie de parques y marinas que se extienden hasta Belle Isle. La Facultad de Derecho de la Universidad de Detroit Misericordia se encuentra frente al Renaissance Center a lo largo de Jefferson Avenue. El Detroit People Mover se detiene en la estación Renaissance Center a lo largo de West Jefferson Avenue. |
| West Jefferson Avenue                                              |        | | Corre hacia el oeste desde Woodward Avenue y debajo del TCF Center, antes de pasar el Joe Louis Arena, elRiverfront Condominiums y otros sitios a lo largo del International Riverfront que se extiende hasta el Ambassador Bridge. |
| Distrito Histórico de Lower Woodward                               |        | Desde 1202–1449 hasta 1400–1456 Woodward Avenue 42°20′3″N 83°2′56″O / 42.33417, -83.04889                                                             | Contiene treinta y cuatro edificios comerciales construidos a fines del siglo XIX y principios del XX, muchos de ellos por arquitectos destacados. Alberga además el histórico distrito comercial de la calle del centro. |
| Edificios comerciales de Monroe Avenue                             |        | 16-118 Monroe Avenue 42°19′58″N 83°2′45″O / 42.33278, -83.04583                                                                                       | El National Theatre (1911) en 118 Monroe Avenue, el teatro más antiguo que se conserva en Detroit, es parte del distrito teatral original de la ciudad desde finales del siglo XIX. Albert Kahn diseñó el teatro. |
| Distrito histórico de Park Avenue                                  |        | Park Avenue, entre W. Adams Avenue y W. Fisher Freeway 42°20′12″N 83°3′49″O / 42.33667, -83.06361                                                     | En la década de 1920, el prestigioso Grand Circus Park de Detroit estaba lleno de edificios y el desarrollo comenzó a extenderse hacia el norte desde Grand Circus Park hasta Park Avenue. En 1923, se formó la Asociación de Park Avenue. Planearon la calle para concentrar espacios comerciales y de oficinas de alto nivel en el extremo sur, y un desarrollo residencial en el extremo norte, muy parecido a la Quinta Avenida de Nueva York. El distrito incluye el Women's City Club, Park Avenue House y el Kales Building. |
| Distrito Histórico de los Edificios comerciales de Randolph Street |        | 1208–1244 Randolph Street 42°20′4″N 83°2′42″O / 42.33444, -83.04500                                                                                   | Los edificios a lo largo de esta sección de Randolph Street se han utilizado para el comercio minorista desde que se construyó el área por primera vez en la década de 1840; el edificio en 1244 Randolph fue construido durante el período de construcción original. A medida que la ciudad creció, se requirieron edificios comerciales más grandes y se construyeron las otras estructuras en Randolph. |
| Distrito Histórico del Boulevard Washington                        |        | Washington Boulevard, entre calles State y Clifford 42°19′59″N 83°3′4″O / 42.33306, -83.05111                                                         | Este distrito incluye el Hotel Book-Cadillac, la Book Tower, el Industrial Building y el Washington Square Building (Trolley Plaza), entre otros edificios de importancia arquitectónica. El Detroit Statler Hotel estaba ubicado en el bulevar hasta que fue demolido en 2005. La calle fue ampliada y ornamentada a principios del siglo XX para parecerse a la Quinta Avenida de Nueva York y los bulevares europeos. |

## Demografía
Según el censo de 2010, había 5.287 personas viviendo en el distrito. La densidad de población era de 1.417 habitantes por km². Había 4.572 viviendas. El censo informó que los residentes del distrito eran 63.6 % negros, 28.2 % blancos, 4 % asiáticos, 0.5% nativos americanos, 0.6 % de otras razas, 3 % de dos o más razas y 3.3% hispanos.
En 2011, la población de residentes a tiempo completo en el Downtown era relativamente baja. Sin embargo, se estima que su población creció un 15 % entre 2012 y 2016, ya que experimentó un auge de la construcción.

## Gobierno e infraestructura

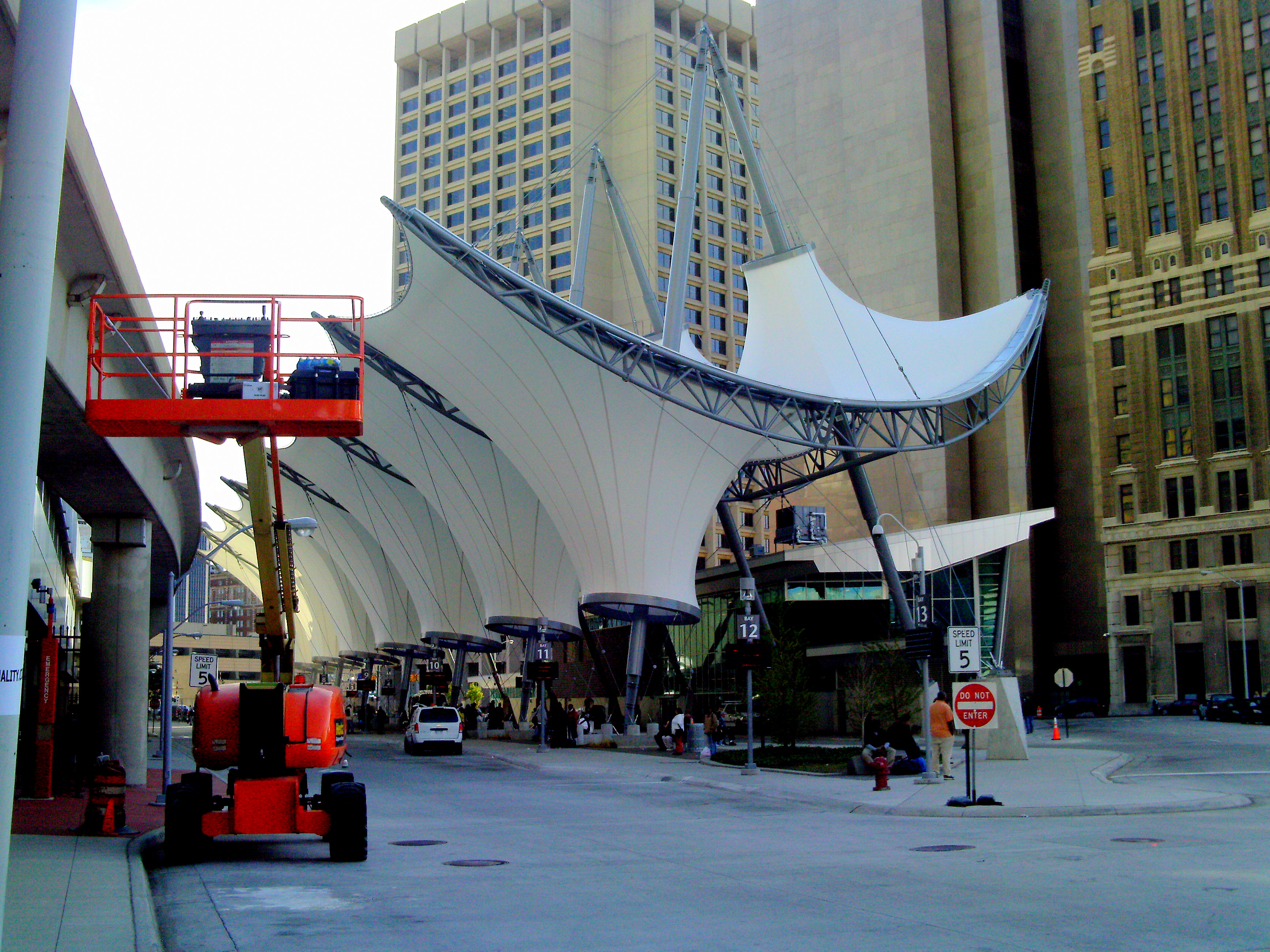
La terminal de autobuses Rosa Parks se encuentra junto a la Sede de AT&T Míchigan.

Las oficinas de la ciudad de Detroit están ubicadas en el Coleman A. Young Municipal Center. The Guardian Building sirve como sede del condado de Wayne. El Departamento de Bomberos y el Departamento de Policía tienen su sede en el Downtown.
Las oficinas federales están en el Patrick V. McNamara Federal Building. Incluyen una oficina de campo del FBI.

### Transporte
La estación Detroit Greyhound Lines está directamente al oeste del centro a lo largo de la autopista John C. Lodge Freeway. El sistema del Departamento de Transporte de Detroit proporciona transporte público en autobús. El Centro de Tránsito de Rosa Parks, terminado en 2009, sirve como el centro principal para los sistemas de autobuses del centro. Es adyacente a dos paradas en Detroit People Mover. People Mover, un sistema de tránsito rápido ferroviario automatizado de 4,7 km (2,94 millas), opera en un circuito de vía única y unidireccional a través del Downtown. La Autoridad de Movilidad Suburbana para el Transporte Regional tiene su sede en el edificio Buhl.
| Imagen              | Estación                                                 | Calles               |
| ------------------- | -------------------------------------------------------- | -------------------- |
|                     | Broadway                                                 | Broadway con John R. |
| Grand Circus Park   | Park Street con Woodward Avenue (David Whitney Building) |                      |
| Times Square        | Grand River con Times Square                             |                      |
| Avenida Míchigan    | Michigan con Cass                                        |                      |
| Fort/Cass           | Fort con Cass                                            |                      |
| Cobo Center         | Cass con Congress (TCF Center)                           |                      |
| Joe Louis Arena     | Steve Yzerman Drive con Jefferson                        |                      |
| Distrito Financiero | Larnedcon con Shelby (150 West Jefferson)                |                      |
| Millender Center    | Millender Center Apartments                              |                      |
| Renaissance Center  | Renaissance Center                                       |                      |
| Bricktown           | Beaubien con East Fort                                   |                      |
| Greektown           | East Lafayette (Distrito Histórico de Greektown)         |                      |
| Cadillac Center     | Gratiot con calle Library                                |                      |

A fines de julio de 2014, comenzó la construcción de la QLine, que se abrió al público en 2017. Corre 5,3 km en Woodward Avenue desde Congress Street hasta la estación Grand Boulevard en New Center.

## Economía
Las empresas con sede en el Downtown incluyen Compuware, Dickinson Wright, General Motors, Little Caesars, Campbell-Ewald, Miller Canfield, y Quicken Loans.
El 28 de octubre de 2014, Fifth Third Bank anunció planes para trasladar su sede regional de Míchigan de Southfield al Downtown en lo que se denominará Fifth Third Bank Building en One Woodward. El banco ocupará alrededor de 5.800 m² de la estructura y también se ha comprometido a invertir 85 millones de dólares en la ciudad de Detroit. La oficina tenía 150 empleados.
Anteriormente, Comerica Bank tenía su sede en el Downtown . El 6 de marzo de 2007, la empresa anunció su decisión de trasladar su sede corporativa a Dallas. Los ejecutivos de la empresa comenzaron a trasladarse a Dallas en noviembre de 2007. En un momento, Real Times Media, propietario de periódicos negros en los Estados Unidos, tenía su sede en el Globe Tobacco Building, y más tarde en el Buhl Building.

## Medios de comunicación

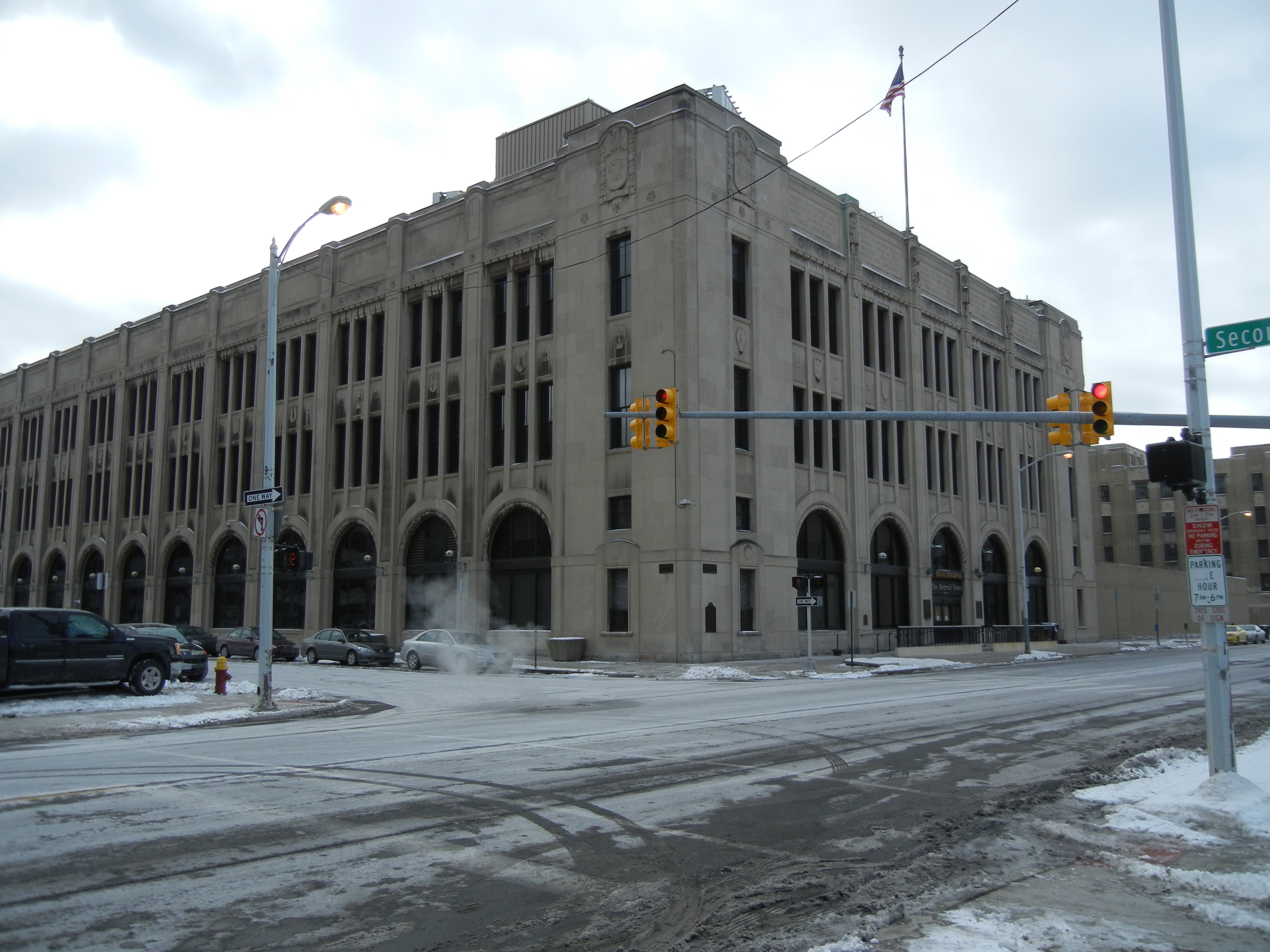
El Detroit News Building, donde anteriormente estaban las oficinas de los diarios Detroit News y Free Press.

Detroit Media Partnership tení su sede en el Detroit News Building, del arquitecto Albert Kahn, donde anteriormente estaban las oficinas centrales de Detroit News y Free Press.
El Metro Times tenía su sede anteriormente en el edificio Detroit Cornice and Slate Company.
El estudio de WDIV (filial de NBC de Detroit) se encuentra en el Downtown ; es la única estación de televisión en el mercado de medios de Detroit con estudios ubicados en la ciudad como WXYZ, WJBK, WWJ, WMYD, WPXD y WKBD (afiliados de ABC, Fox, CBS, MyNetworkTV, Ion Television y The CW respectivamente) tienen su estudios en la cercana ciudad de Southfield.

## Diversión
El Downtown ha experimentado un gran crecimiento en el entretenimiento en la última década. Campus Martius Park está abierto todo el año, con patinaje sobre hielo en el invierno con una enorme exhibición de árboles de Navidad, una gran fuente y muchos conciertos en el verano. También ha experimentado un gran crecimiento en el comercio minorista, como la ropa para exteriores Moosejaw con sede en Míchigan. En diciembre de 2012, se inauguró el Buffalo Wild Wings más grande del país en el distrito, y un nuevo desarrollo de uso mixto por parte del CEO Dan Gilbert, empresario y desarrollador, The Z, debido a su forma de Z, con 1.300 espacios de estacionamiento. obras de arte, iluminación LED y 3.065 metros cuadrados de espacio comercial a nivel de la calle. La Z está llena de murales y otras obras de arte de 27 artistas internacionales, y los pisos están codificados por colores. The Z abrió sus puertas el 30 de enero de 2014. El 10 de diciembre de 2014, Punch Bowl Social abrió un nuevo complejo de entretenimiento y restaurantes de dos niveles de 2.230 metros cuadrados en la estructura de The Z.
Algunos lugares de entretenimiento y atracciones dentro de la región del centro incluyen los siguientes:
- Campus Martius Park
- Philip A. Hart Plaza
- Coleman A. Young Municipal Center
- Fox Theatre
- Ford Field
- Little Caesars Arena
- Comerica Park

## Educación

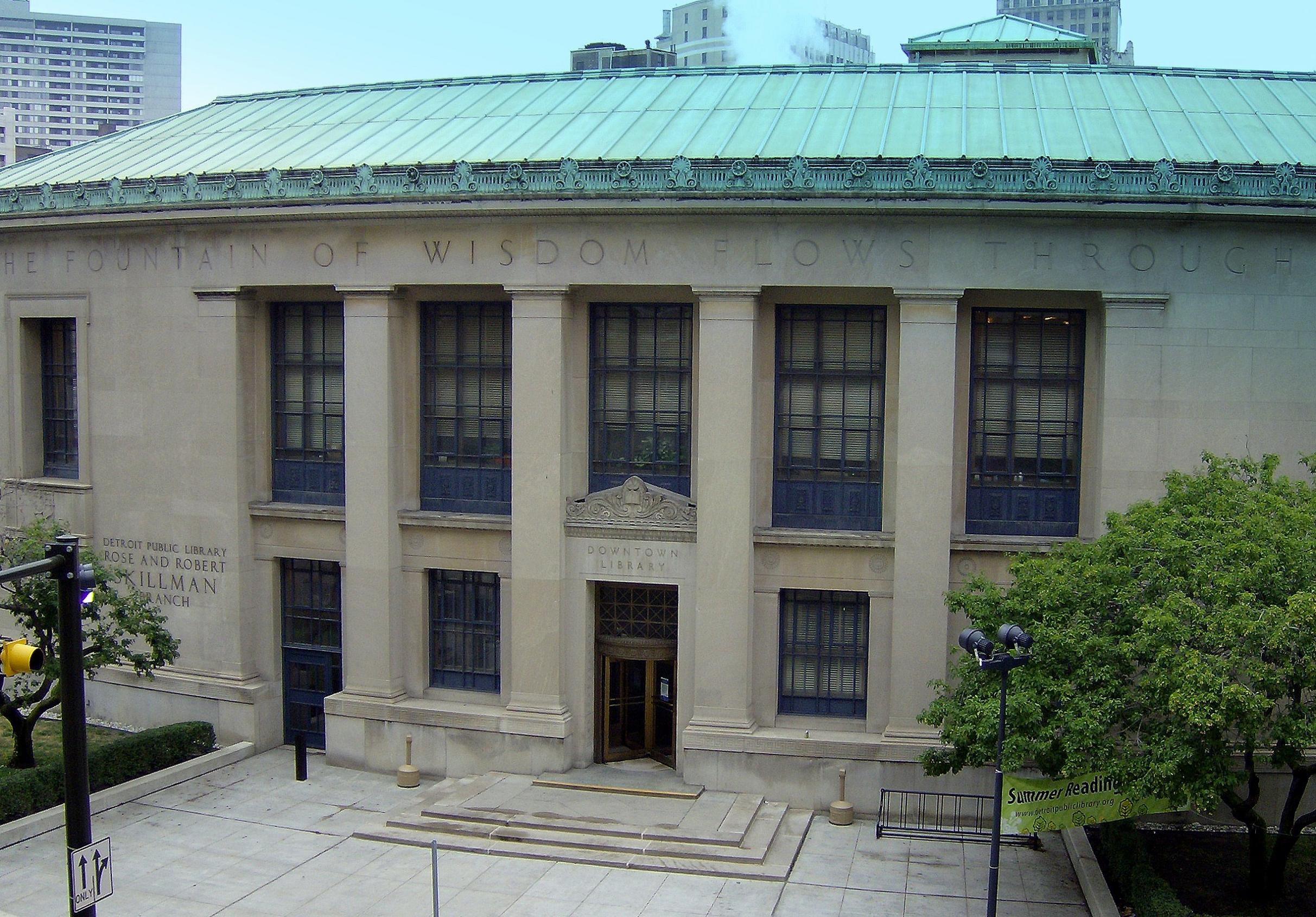
Sucursal Skillman de la Biblioteca Pública de Detroit.

La Facultad de Derecho de la Universidad de Detroit Misericordia se encuentra frente al Renaissance Center. El distrito de colegios comunitarios del condado de Wayne (WCCCD) tiene su sede en el Downtown. El campus del centro del distrito está ubicado junto a la sede de WCCCD. Wayne State University se encuentra en Midtown Detroit. El campus de Corktown, cerca del centro en 2700 Martin Luther King Jr. Boulevard, alberga la Facultad de Odontología y Clínica Dental de la Universidad de Detroit Misericordia. El campus principal de se encuentra en la parte alta de la ciudad.
La Facultad de Derecho de Detroit estuvo en el Downtown hasta 1997. Se trasladó a East Lansing en 1997 y ahora se conoce como la Facultad de Derecho de la Universidad Estatal de Míchigan.

### Escuelas primarias y secundarias
A partir de 2016, hay una concentración de escuelas autónomas y escuelas secundarias superiores en el Downtown (había once escuelas secundarias y 1.894 estudiantes en edad de escuela secundaria en el área) en relación con otras partes de Detroit que tenían más estudiantes de secundaria pero menos escuelas disponibles. Esto se debe a que el Downtown es relativamente rico en comparación con otras partes de Detroit y debido a la gentrificación.
Las escuelas públicas de Detroit, las escuelas autónomas y las escuelas privadas sirven a los residentes de la ciudad. Los residentes del centro inscritos en el sistema de escuelas públicas se dividen en zonas para la escuela secundaria Martin Luther King. Algunos residentes del centro se dividen en zonas para Burton K-8 para la escuela primaria, mientras que otros se dividen en zonas para la escuela primaria Chrysler. Burton K-8 y Bunche K-8 sirven partes del Downtown para la escuela secundaria.
Muchas escuelas del Downtown han cerrado, como Dewey K-8, Miller Middle School, Duffield Middle y la escuela secundaria Murray-Wright.
La Arquidiócesis de Detroit enumera una serie de escuelas primarias y secundarias de la ciudad, junto con las del área metropolitana. Hay 23 escuelas secundarias católicas en la Arquidiócesis de Detroit. De las tres escuelas secundarias católicas de la ciudad, dos son operadas por la Compañía de Jesús y la tercera está copatrocinada por las Hermanas, Siervas del Corazón Inmaculado de María y la Congregación de San Basilio.

### Bibliotecas públicas
La Biblioteca Pública de Detroit opera la biblioteca sucursal Rose and Robert Skillman en 121 Gratiot Avenue con la sede de la biblioteca ubicada en Midtown. La sucursal del centro abrió por primera vez el 4 de enero de 1932. Skillman recibió su nombre actual después de que la Fundación Skillman donara al sistema de bibliotecas.

## Misiones diplomáticas
Hay dos consulados en el Renaissance Center; el Consulado General de Japón, Detroit está en el piso 16 de la Torre 400, y el Consulado General de Canadá está en la oficina 1100 de la Torre 600. El Consulado de Italia está en la oficina 1840 del Buhl Building y el Consulado de México, en la 830 del Penobscot Building.

## Lectura adicional
- Metzger, Kurt and Jason C. Booza. "Reality vs. Archivado el 5 de septiembre de 2014 en Wayback Machine. Perceptions An Analysis of Crime and Safety in Downtown Detroit" ( Archivado el 5 de septiembre de 2014 en Wayback Machine.). Created for the Detroit Metro Convention & Visitors Bureau by Wayne State University and the Michigan Metropolitan Information Center. 14 de junio de 2005.